# Adel Bougueroua
 (février 2020).
Si vous disposez d'ouvrages ou d'articles de référence ou si vous connaissez des sites web de qualité traitant du thème abordé ici, merci de compléter l'article en donnant les références utiles à sa vérifiabilité et en les liant à la section « Notes et références ».
Adel Bougueroua est un footballeur algérien né le 14 juin 1987 à Alger. Il évoluait au poste d'avant centre au WA Boufarik.

## Biographie
En juillet 2017, Bougueroua rejoint le club algérois du CR Belouizdad.

## Palmarès
- Champion d'Algérie en 2017 avec l'ES Sétif.
- Accession en Ligue 1 en 2013 avec le RC Arbaâ.